# Padogobius bonelli
Padogobius bonelli är en fiskart som först beskrevs av Bonaparte, 1846.  Padogobius bonelli ingår i släktet Padogobius och familjen smörbultsfiskar. IUCN kategoriserar arten globalt som livskraftig. Inga underarter finns listade i Catalogue of Life.